# 바사라 (비디오 게임)
『바사라』(婆裟羅）는 2000년에 비스코에서 발매된 오락실용 종 스크롤 슈팅 게임이다.

## 개요
세키가하라 전투・오사카 전투를 모티브로 하고 있지만 기마는 전부 에어바이크로 바뀌어 있고, 전함이나 전차가 등장하는 등 SF 전국시대라 할 수 있는 세계관을 그리고 있다(또한 연호도 발음이 같은 다른 한자로 바뀌어 있다). 총 6면.

## 게임 시스템
8방향 레버와 2개의 버튼（샷・폭탄）으로 조작한다. 이 게임에서는 적기에 닿아도 죽지는 않는다(튕겨나간다. 다만 튕겨나가서 적탄에 맞아 죽는 경우가 있다).

### 모아베기
샷 버튼을 잠시 누르다 떼면(약 2초) 근접공격을 한다. 적탄을 지우는 효과가 있고, 샷으로 부술 수 없는 배경(허수아비, 석등 등)을 부수는 것도 가능하다. 또 한번의 모아베기로 파괴한 적의 수에 따라 보너스 득점을 얻을 수 있다.
화면상부의 『바사라 게이지』가 최대로 찬 상태에서 모아베기를 쓰면 보다 넓은 범위에 연속해서 데미지를 주는 『바사라 모드』가 된다.

### 카부토쿠비[2]시스템
각 스테이지에는 모두 30명의 무장이 등장한다. 이 중, 중간보스와 스테이지 보스 이외의 무장은 흰 깃발을 단 적기로 표현되어, 쓰러뜨리면 무장의 이름이 표시된다. 스테이지 클리어 시, 쓰러뜨린 무장의 수에 따라 보너스 점수를 얻을 수 있다.

### 아이템
비결정 이외에는 빛나는 순간에 얻으면 고득점이 된다.
- 비결정：바사라 게이지가 늘어난다. 적을 쓰러뜨리거나, 적에게 모아베기를 맞추면 대량으로 출현한다.
- 파워업：자기(自機)의 샷이 파워업한다. 4단계.
- 폭탄：폭탄의 양이 1개 늘어난다. 최대 5개까지.
- 1UP：잔기가 하나 늘어난다.
- 대각분동금：보너스 득점. 2종류가 있다.

## 주인공
- 사나다 유키무라（목소리 출연：치바 스스무）
  - 전용기：무라마사
  - 샷 범위：중간
  - 서브 샷：쿠나이
  - 모아베기：열풍귀참（밸런스형）

진정한 평화를 원하는 도요토미가의 가신.
- 사이카 마고이치（목소리 출연：카와스미 아야코）
  - 전용기：시구레
  - 샷 범위：넓음
  - 서브 샷：부채
  - 모아베기：홍련선풍무（전방위형）

사이카 일족의 두령. 역사에 알려진 사이카 마고이치의 손녀라는 설정이다.
- 시마 사콘（목소리 출연：하야미 쇼）
  - 전용기：墨炎
  - 샷 범위：좁음
  - 서브 샷：창
  - 모아베기：철갑창・무진（원거리형）

이시다 미쓰나리의 가신. 시대적으로 과거에 해당하는 바사라2에도 등장한다.

## 스테이지
초반의 3면은 고른 주인공에 따라서 순서가 바뀐다.

### 미카와 우에노 전투
- 구로다 나가마사（목소리 출연：치바 스스무）
- 사카키바라 야스마사（목소리 출연：타치키 후미히코）
- 이이 나오마사（목소리 출연：호리카와 진）

사카키바라와 이이는 스테이지 보스로서 동시에 등장한다.

### 이세 도바 앞바다 전투
- 구키 모리타카（목소리 출연：다치키 후미히코）
- 도도 다카토라（목소리 출연：나카타 죠지）

### 야마토 시기산 전투
- 도리이 모토타다（목소리 출연：호리카와 진）
- 다테 마사무네（목소리 출연：호리카와 진）

### 히다 다카야마 전투
- 사나다 노부유키（목소리 출연：하야미 쇼）
- 혼다 다다카쓰（목소리 출연：다치키 후미히코）

### 미노 오가키성 전투
- 야규 무네노리（목소리 출연：하야미 쇼）

### 미노 세키가하라 전투
- 세라다 지로사부로（목소리 출연：나카타 조지）
이에야스의 카게무샤[3]. 조건을 충족시키지 않으면 세라다를 쓰러뜨린 시점에서 게임은 종료되고, 이에야스는 출현하지 않는다.
- 도쿠가와 이에야스（목소리 출연：나카타 조지）
진정한 보스

## 같이 보기
- 바사라2